# عصب‌روانپزشکی شناختی
عصب‌روانپزشکی شناختی، یک رشته چند شاخه‌ای در حال رشد است که از روانشناسی شناختی و روانپزشکی شناختی ناشی می‌شود و هدف از آن درک بیماری روانی و روانپزشکی از نظر مدل‌های عملکرد روانشناختی عادی است. نگرانی از بسترهای عصبی مکانیسمهای شناختی مختل شده، عصب‌روانپزشکی شناختی را به علوم عصبی پایه پیوند می‌دهد. از طرف دیگر، CNP با مطالعه اثرات تغییر یا اختلال در روندهای روانشناختی عادی، روشی برای کشف آنها ارائه می‌دهد.
اصطلاح "عصب‌روانپزشکی شناختی" توسط پروفسور هادین الیس (دانشگاه کاردیف) در مقالهٔ «ریشه‌های عصب‌روانپزشکی شناختی توهم کاپراگاس» ابداع شد، که در سمپوزیوم بین‌المللی عصب‌روانشناسی اسکیزوفرنیا، انستیتوی روانپزشکی، لندن (Coltheart 2007) ارایه شد.
اگرچه از نظر بالینی مفید است، طبقه‌بندی فعلی سندرم (به عنوان مثال DSM-IV; ICD-10) به عنوان مدلهای فرایندهای شناختی طبیعی هیچ مبنای تجربی ندارند. هیچ گزارش عصب‌روانشناختی در مورد چگونگی عملکرد مغز هرگز بدون تجزیه و تحلیل شناختی کامل نیست. عصب‌روانپزشکی شناختی از تشخیص و طبقه‌بندی فراتر می‌رود تا توضیحات شناختی را برای رفتارهای روانپزشکی تثبیت شده ارائه دهد، صرف نظر از این که این علائم ناشی از آسیب‌شناسی مغز شناخته شده یا اختلال در عملکرد در نواحی یا شبکه‌های مغزی بدون ضایعات ساختاری است.